# Pfarrkirche Gantschier

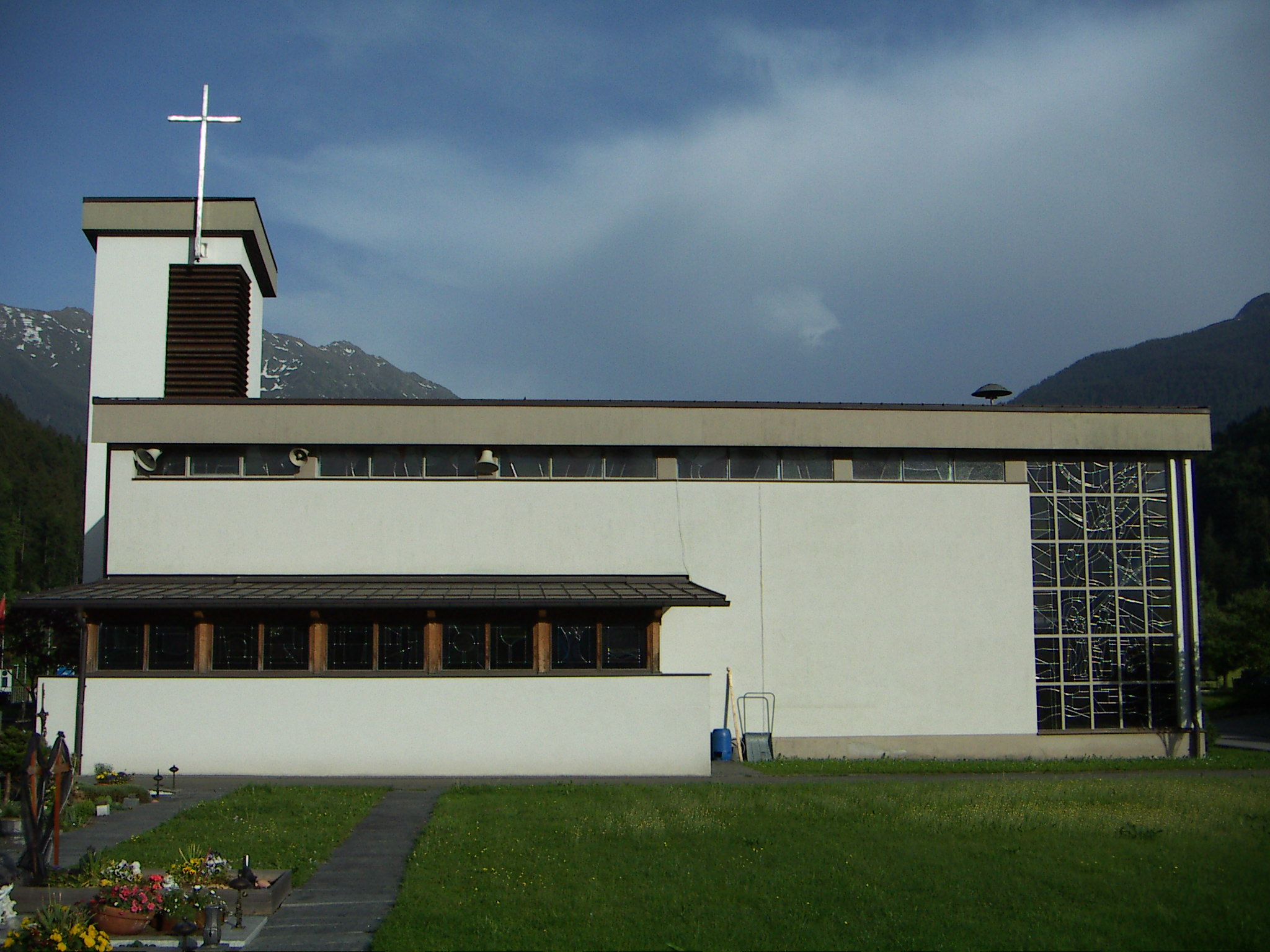
Kirche hl. Josef der Arbeiter

Die Pfarrkirche Gantschier steht im Ort Gantschier in der Gemeinde Bartholomäberg in Vorarlberg. Die römisch-katholische Pfarrkirche Josef der Arbeiter gehört zum Dekanat Montafon der Diözese Feldkirch. Die Pfarrkirche steht unter Denkmalschutz.

## Ehemalige Agatha-Kapelle
Ursprünglich stand in Gantschier ein Agatha-Kapelle, 1769 eingeweiht, auf der Anhöhe hinter der heutigen Schule. Die Kapelle stand am unteren Anfang eines steilen Fußweges mit zirka einer Stunde Gehzeit, den sogenannten Kapellenweg, der bis zur Pfarrkirche Bartholomäberg führt. Während einige Wegkapellen dieses Kapellenweges auch ohne Denkmalschutz von den Grundeigentümern instand gehalten werden, wurde die Agatha-Kapelle nach Errichtung der Pfarrexpositurkirche Gantschier vom Grundeigentümer abgerissen.

## Josef-der-Arbeiter-Kirche
1955 errichtete man eine Barackenkirche. 1958 wurde ein Kirchenbauausschuss gegründet, der den Auftrag an den Architekten Werner Pfeifer (1919–1972) aus Schruns vergab. Im August 1960 legte der damalige Bischof Bruno Wechner hinter dem Auffangbecken im flachen Talgrund den Grundstein. 1962 schloss man die Notkirche aus Sicherheitsgründen, die Messen und Andachten wurden zwei Jahre im Untergeschoß des Neubaus abgehalten, bis Weihnachten 1964 die neue Dorfkirche eingeweiht werden konnte. Sie ist dem Landespatron Hl. Josef dem Arbeiter geweiht. Die Pfarrexpositur mit Abtrennungen von den Pfarren Bartholomäberg, Schruns und Vandans wurde anfangs vom Pfarrer in St. Anton im Montafon und wird heute vom Pfarrer in Vandans geleitet.
Die Kirche ist ein schlichtes modernistisches Gebäude zweier gegeneinander versetzter Körper mit Pultdach, versetzten Fensterflächen und einem campanileartigen niedrigen Glockenturm. Der Kirchturm steht wie ein Wehrturm gegen den Fritzenbach. Das Kirchengebäude bildet mit den Nebenräumen und einer Mesnerwohnung einen Hof, der an der offenen Seite mit einem Dach verbunden ist und gedanklich einen breiten auffangenden Hof zur Fritzen bildet. Dies hatte das damalige Baukomitee am Planungsentwurf beeindruckt.
Die Betonglasfenster schuf 1962 der Künstler Adolfo Winternitz (Maler und Vitralist), es wurde von der Firma Vitraux Vve. Chiara (Lausanne, Schweiz) ausgeführt. Bemerkenswert sind auch die von der Bildhauerin Susana C. Polac ausgeführten reliefartigen Bronzetüren des Hauptportals und der Ausgangstüre zum angrenzenden Friedhof aus der Bauzeit. Es gibt die Figuren des heiligen Nikolaus und des heiligen Johannes Nepomuk der Witwer-Werkstatt von 1790 aus der Agatha-Kapelle, Wasserheilige, die an die Gefahren des Wassers der Ill und des Fritzenbaches erinnern. Ein Kruzifix aus der Zeit um 1770 stammt vom Paznauner Barockkünstler Johann Ladner. Der Altar von Johann Ladner aus der ehemaligen Agatha-Kapelle wurde 2016 an der linken Langhauswand in das Gotteshaus mit den Figuren der Madonna mit Kind im Strahlenkranz, sowie den Heiligen Nikolaus und Johannes Nepomuk, integriert.
2013 wurde die Pfarrexpositur durch Diözesanbischof Benno Elbs zur 126. Pfarrgemeinde der Diözese Feldkirch erhoben. Bei der Pfarrerhebungsfeier wurde die erworbene Orgel von Mathis Orgelbau aus Näfels geweiht. Das besondere Kreuz an der Hauptwand der Pfarrkirche ist vom ortsansässigen Kunstschlosser Hubert Keßler (2013). Im September 2012 wurde Hans Jürgen Tinkhauser als erster Pfarrer der Pfarre Gantschier eingesetzt.
Die Glockengießerei Grassmayr goss 1955 die erste Glocke, der 1982 drei weitere Glocken folgten. Am 17. Oktober 2014 wurde die große, ca. 1028 kg schwere Herz-Jesu-Glocke mit dem Ton f in der Glockengießerei Maria Laach gegossen. Das Motiv auf der Glocke stammt von Julia Stampfer. Es zeigt Jesus, wie er aus dem Herz emporsteigt. Die Große Glocke wurde am 13. Dezember 2014 durch Bischof Benno Elbs geweiht. Das Marienglöcklein (ca. 50 kg, Ton b2) aus dem 19. Jahrhundert wurde ergänzt. Seit Juni 2015 hängt als 5. Glocke das alte Agatha-Glöcklein im Turm. Der Stahlglockenstuhl wurde durch einen Holzglockenstuhl aus Lärche ersetzt. Das Lärchenholz, das zusätzlich in Dämpfungsschuhe gelegt wurde, schützt das Mauerwerk des Kirchturms.